# 안순사우루스

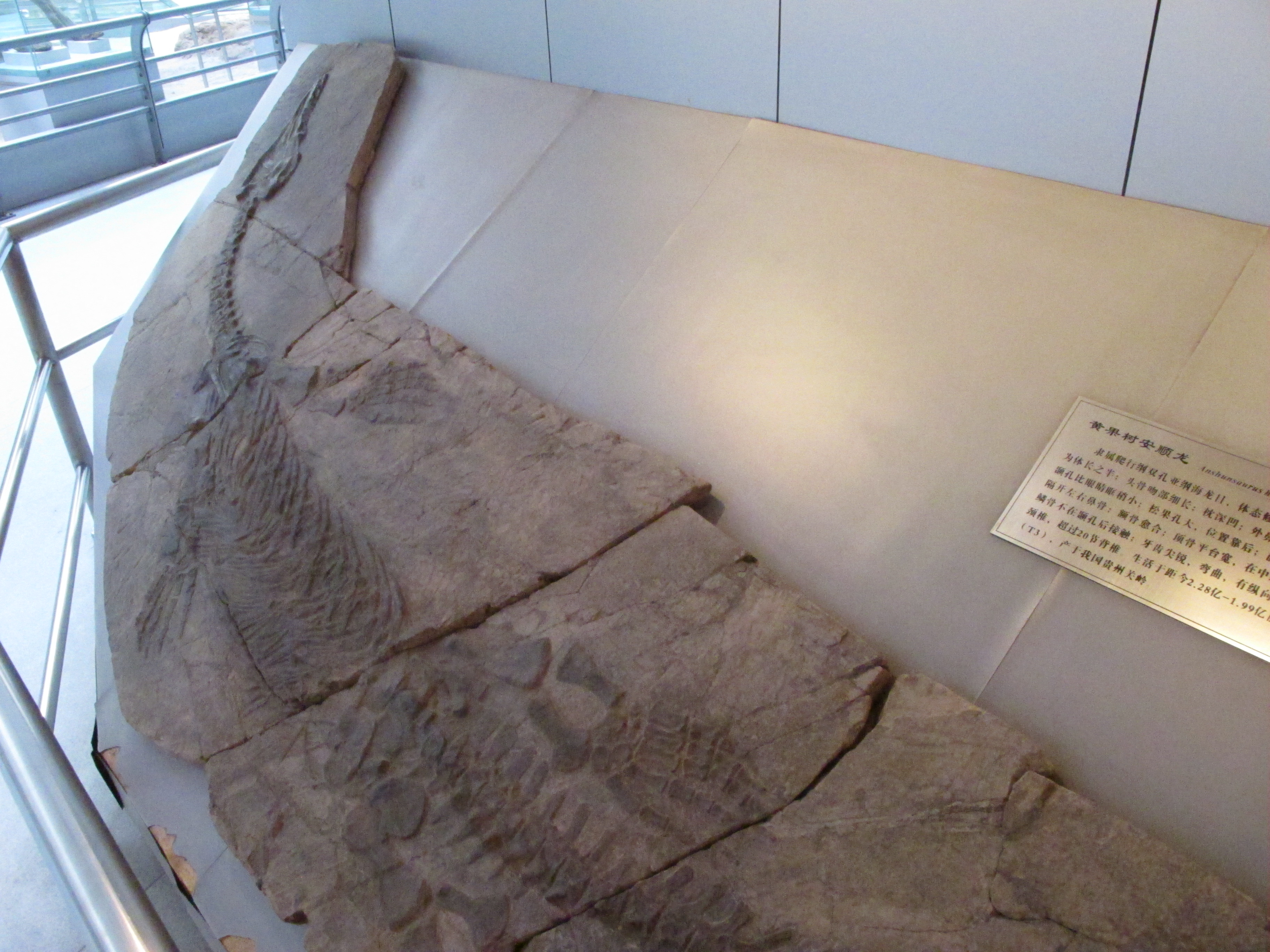

안순사우루스(학명:Anshunsaurus huangguoshuensis)는 기룡목 탈라토사우루스과에 속하는 기룡이다. 지금은 멸종된 종으로 몸길이가 4~6m인 거대한 기룡에 속한다.

## 특징
안순사우루스(Anshunsaurus)는 탈라토사우루스과에 속하며 중국 구이저우에 있는 미들 트라이아스기 퇴적물에서 화석이 발견됐다. 아종은 세 가지 종으로 알려져 있다. A. 황구오슈엔시스 (1999년 이름), 약간 나이든 A. 우샤엔시스 (2006년 이름), 그리고 A.황리엔시스 (2007년 이름)이다. 안순사우루스(Anshunsaurus)는 긴 목과 가느다란 두개골 그리고 길고 노들과 같은 꼬리를 가진 해양 파충류였다. 긴 줄기에 비해 팔다리는 매우 작다. 안순사우루스(Anshunsarus)는 두개골에 긴 주갈골 눈 주위에 융접된 후두골과 눈 소켓의 여백의 일부를 이루는 맥실라를 가지며 볏이 큰 상완골 큰 피굴라 등이 특징이다. 안산사우루스의 종류인 A.황구오슈엔시스(A. Huangguosuensis)는 1999년에 관링 현 라디니아나 카니안 시대 팔랑 형성에서 이름을 따왔다. 비록 몇 개의 완전한 골격이 알려져 있지만 대부분의 표본은 등측(위쪽) 또는 복측(아래쪽) 시야에서 으스러진다. A. 황구오슈엔시스(A. Huangguosuensis, IVPP V11835)의 홀타입은 등측으로, 두 번째 표본인 IVPP V11834는 복측으로 보존된다. 이 표본들을 바탕으로 A.황구오슈엔시스는 길이가 약 3.5미터(11피트)까지 자랐다. 비록 그 끝이 어떤 표본에서도 보존되지 않지만 꼬리는 공룡의 길이애서도 최소한 절반을 차지한다. 2015년에 A.황궈수엔시스의 청소년기로 추측되는 표본을 기술했다. 두 번째 종인 A. 우샤엔시스(A. Wushaensis)는 싱이로부터 2006년에 명명되었다. A. 우샤엔시스보다 약간 작고 몸길이에 비해 머리가 작다. 또한 상면에 능선이 있는 신경 가시가 짧고, 손에는 네 번째 자리수가 짧으며, 상완골에는 엔테피콘다일이 잘 발달되어 있으며, 주갈뼈도 짧다. 2007년에 A. 우샤엔시스(A. Wushaensis)의 청소년 표본을 기술하여 안순사우르스가 신푸사우루스 이외의 성장 시리즈로 알려진 유일한 탈라토사우르스를 만들었다. 이 표본에서 가슴과 골반 대들보는 비대칭으로, 동물의 왼쪽과 오른쪽의 뼈가 자라는 동안 같은 비율로 오식되지 않았음을 시사한다. 2007년에 제3종의 안순사우루스 A.황니헨시스(A. Huangnihensis)가 싱이로부터 설명되었다. 그것은 가슴 거들대의 뼈인 코라코이드의 모양을 바탕으로 다른 두 종과 구별된다. 분류학적으로 보면 안순사우루스는 1999년에 처음 설명되었을 때 안순사우루스는 용각류 동물로 생각되었다. 2000년에 안순사우루스는 탈라토사우루스로 재식별되었고 그 이후로 이 그룹에 남아있다. 그것은 유럽에서 온 아스케프토사우루스속과 함께 아스케프토사우루스과에 속한다. 탈라토사우루스 두 마리 모두 목이 길고 두개골이 좁은 것이 특징인 아스케프토사우뢰아에 속한다. 안순사우루스의 세 종 중, A.황니헨시스는 아스케프토사우루스, 엔데나사우루스와 같은 다른 탈라토사우루스와 더 많은 특징을 공유하고 있다. 이러한 특징들은 A.황니헨시스가 초기 탈라토룡과 후기 안순사우루스 사이의 과도기적인 형태임을 시사한다. 양턱에는 총 12~20개의 톱니 모양을 가진 날카로운 이빨을 가지며 이를 통해 먹이를 사냥했을 것으로 보인다. 먹이로는 당대에 서식했던 물고기, 갑각류, 무척추동물을 주로 잡아먹고 살았을 육식성의 포식자로 추정되는 종이다.

## 생존시기와 서식지와 화석의 발견
안순사우루스가 생존하던 시기는 중생대의 트라이아스기 전반으로 지금으로부터 2억 4500만년전~1억 8천만년전에 생존했던 공룡이다. 생존했던 시기에는 중국을 중심으로 하는 아시아의 인도양과 서부 태평양에서 주로 서식했던 공룡이다. 화석의 발견은 1999년에 중국의 트라이아스기에 형성된 지층에서 중국의 고생물학자들에 의해 처음으로 화석이 발견되어 새롭게 명명된 종이다.

## 같이 보기
- 파충류
- 중생대
- 트라이아스기
- 기룡
- 공룡
- 화석